# Toxoproctis munda
Toxoproctis munda är en fjärilsart som beskrevs av Walker 1862. Toxoproctis munda ingår i släktet Toxoproctis och familjen tofsspinnare. Inga underarter finns listade i Catalogue of Life.